# 安國倫
安國倫（英語：Tye Angland；1988年7月16日—），前澳洲騎師，現為澳洲騎師柏爾經理人。

## 簡歷
安國倫是澳洲籍騎師，他於2005年開始展開策騎生涯，在短短數年間已取得了不俗的成績。
他出道第二季，便以見習騎師身份，於悉尼及新南威爾斯取得了127場頭馬勝仗，並榮膺當地冠軍見習騎師殊榮。
安國倫在2008-2009年度馬季正式成為騎師，並在澳洲及香港攻下了不少大賽冠軍。2009年6月6日，安國倫憑策騎「霹靂魚」，首度攻下一級賽史德布克讓賽。

## 在港主要策騎事跡
2010年10月6日，安國倫首次在香港跑馬地馬場上陣，並在當天獲安排策騎「世界大同」及「寶成智星」兩匹坐騎。
2010年10月10日，安國倫在沙田馬場首場賽事憑策騎「全德勝」，取得個人在港的首場頭馬勝仗。
2011年10月19日，安國倫在沙田馬場先後憑策騎「夢幻魔術」、「新強勁」及「歐洲駿馬」取勝，令他首次在港勝出「騎師王」。
2013年4月1日，安國倫憑策騎「跑寶貝跑」，攻下了三級賽洋紫荊短途錦標 ，個人首度在港勝出級制賽。
2013年10月1日，安國倫憑策騎該駒再下一城，攻下另一項三級賽沙田短途錦標 。
2013年11月3日，安國倫憑策騎「安賞」攻下了莎莎婦女銀袋賽錦標，兩星期後他憑策騎該駒再下一城，擊敗了香港打吡大賽冠軍「事事為王」，攻下了二級賽馬會盃。
2013年11月13日，安國倫於跑馬地馬場第二場賽事憑策騎蘇偉賢馬房的「愛眼光」，取得個人自來港發展以來的第100場頭馬勝仗。
2013年12月15日，安國倫在沙田馬場先後憑策騎「金錢路」、「千杯豪情」、「智者」及「威風猛將」取勝，個人首次在港單日勝出四場頭馬。
2013-2014年度馬季，安國倫在港取得了49場頭馬勝仗，位列騎師榜第五名，亦是他來港策騎以來贏得最多頭馬的一季。不過，當季安國倫因為其妻子Erin所懷的孖胎不幸夭折，令他決定提早離開香港，並返回澳洲陪伴家人並繼續效力。
2015年3月15日香港打吡大賽日，安國倫來港作一天客串，並在香港打吡大賽憑策騎大冷門「醒目名駒」取得一席季軍。
2016年3月20日香港打吡大賽日，安國倫再度來港作一天客串，並先後憑策騎兩匹容天鵬馬房的坐騎「南京之友」及「合作愉快」取勝而回，最終更勝出當天的「騎師王」。
安國倫在港策騎合共勝出140場頭馬，其策騎生涯最後一場頭馬於2018年11月25日憑策騎蔡約翰馬房的「請跟我來」取得。

## 墮馬意外，嚴重受傷
2018年11月15日，香港賽馬會表示由於近日有若干騎師受傷，為了讓馬主及練馬師於即將來臨的賽馬日中有較多騎師可供選擇，於是安排安國倫可在11月25日來港客串一天。當天，他在第五場賽事憑策騎蔡約翰馬房的大熱門坐騎「請跟我來」以三個多馬位輕鬆勝出。其後，安國倫在第七場其士盃賽事亦憑策騎蔡約翰馬房的「魅力知友」跑入一席亞軍。不過，安國倫在第九場賽事策騎約翰摩亞馬房的「美麗寶寶」期間，於出閘後不久被坐騎拋下，因而受傷。安國倫隨即被送往威爾斯親王醫院接受相關檢查治療，送院期間一直保持清醒。安國倫其後被送往深切治療部治理，經進一步檢查後證實他頸椎骨折，導致他一直不能動彈。2018年11月26日早上，安國倫接受手術，手術於當天下午時分完成。香港賽馬會就安國倫的最新情況發出新聞稿，透露他情況嚴重但穩定。
2018年12月9日，安國倫在其妻子Erin及一位隨行醫生陪同下，被安排送返澳洲悉尼皇家北岸醫院接受進一步的治療。 
2018年12月27日，澳洲騎師協會就安國倫的最新情況發出新聞稿，透露他返回澳洲後曾進行第二次手術，現時仍於悉尼皇家北岸醫院留醫。安國倫被證實脊椎骨折以及移位，亦發現脊椎神經受傷，醫生已協助他重新調整其脊椎。 
2019年3月5日，澳洲騎師協會向外公布，安國倫的脊髓傷勢無法痊愈，並證實他四肢癱瘓不能走動，僅手臂可局部移動，而此傷勢亦將是永久性的。安國倫現時仍需留在悉尼皇家復原中心接受治療。

## 戰勝命運重返馬圈前線
2021年3月28日，安國倫在Twitter宣佈將擔任澳洲騎師柏爾（Joshua Parr）的經理人，宣佈結束騎師生涯。

## 主要勝出賽事
澳洲
- 史德布克讓賽（英语：Stradbroke Handicap） - (1) - 霹靂魚 (2009)
- 古摩亞經典大賽（英语：Coolmore Classic） - (2) - 愛快達 (2010)、皇天在上 (2017)
- 大都會錦標（英语：The Metropolitan (ATC)） -  (1) - 卓識高見 (2014)
- 澳洲橡樹大賽（英语：Australian Oaks (ATC)） - (1) - 快如疾風 (2015)
- 阿堅斯錦標（英语：J. J. Atkins） - (1) - 官方聲明 (2015)
- 春季冠軍錦標（英语：Spring Champion Stakes） - (1) - 居高成王 (2017)
- 維多利亞打吡（英语：Victoria Derby） -  (1) - 居高成王 (2017)
- 金玫瑰錦標（英语：Golden Rose Stakes） - (1) - 空中藝人（英语：Trapeze_Artist_(horse)） (2017)
- 全齡錦標（英语：All Aged Stakes） - (1) - 空中藝人（英语：Trapeze_Artist_(horse)） (2018)
- 史密夫錦標（英语：TJ Smith Stakes） - (1) - 空中藝人（英语：Trapeze_Artist_(horse)） (2018)

- 福斯錦標（英语：Millie Fox Stakes） - (1) - November Flight (2008)
- 熱爆丹駒錦標（英语：Breeders Classic） - (1) - 愛快達 (2010)
- 布里斯本賽馬會育馬錦標（英语：Sires' Produce Stakes (BRC)） - (1) - 開戰 (2014)
- 妙手錦標（英语：Light Fingers Stakes） - (1) - 隨波逐流 (2015)
- 電車路錦標（英语：Tramway Stakes） - (1) - 著迷 (2015)
- 舒拉高錦標（英语：Sheraco Stakes） - (1) - 皇天在上 (2016)
- 賀連特錦標（英语：A D Hollindale Stakes） - (1) - 有點兒 (2017)
- 山崗錦標（英语：Hill Stakes） - (1) - 居高成王 (2018)
- 太陽神錦標（英语：Apollo Stakes） - (1) - 萬年戲劇 (2018)
- 金玫瑰預賽（英语：The Run To The Rose） - (1) - 勁道化身 (2018)

- 黑澳寶錦標（英语：Black Opal Stakes） - (1) - Sarthemare (2008)
- 節日錦標（英语：Festival Stakes (ATC)） - (2) - 發號施令 (2008)、運勢如虹 (2014)
- 希利錦標（英语：W J Healy Stakes） - (1) - News Alert (2009)
- 上進錦標（英语：Up and Coming Stakes） - (2) - Blackball (2010)、倒掛金勾 (2014)
- 愛斯基摩王子錦標（英语：Eskimo Prince Stakes） - (2) -  金獅名將 (2010)、倒掛金勾 (2015)
- 明朝錦標（英语：Ming Dynasty Quality Handicap） - (1) - Panzer Division (2014)
- 李智讓賽（英语：Bill Ritchie Handicap） - (1) - 萬能號 (2014)
- 熱望錦標（英语：Angst Stakes） - (1) - 少女島 (2014)
- 夏季盃（英语：Summer Cup (ATC)） - (1) - 運勢如虹 (2014)
- 育馬者碟（英语：Breeders' Plate） - (1) - Vancouver (2014)
- 聖杜文高錦標（英语：San Domenico Stakes） - (1) - 東藝西流 (2015)
- 翠士奇錦標（英语：Triscay Stakes） - (1) - 大出擊 (2015)
- 悉尼錦標（英语：Sydney Stakes） - (1) - 草原戰士 (2015)
- 羅樂古碟（英语：Vo Rogue Plate） -  (1) - Madotti (2015)
- 春季錦標 - (3) - Devil Hawk (2015)、花天酒地 (2017)、阿旺馬躍 (2018)
- 柏高錦標（英语：Pago Pago Stakes） - (1) - 一彈中的 (2017)
- 高明錦標（英语：Gloaming Stakes） - (1) - 居高成王 (2017)

- 澳洲賽馬會盃 - (1) - Prince Arthur (2007) [14]
- 聖誕盃 - (1) - Scouting Wide (2009) [15]
- 殷利殊幼馬錦標  - (1) -  登月壯舉 (2014) [16]
- 冬季盃  - (1) -  Secession (2014) [17]
- 坎培拉堅尼  - (1) -  飈驥 (2018)[18]

- 神奇百萬三歲馬堅尼（英语：Magic Millions） -  (1) - 飛奔潔絲 (2017)

 香港
- 馬會盃 - (1) - 安賞 (2013)

- 洋紫荊短途錦標 - (1) - 跑寶貝跑 (2013)
- 沙田短途錦標 - (1) - 跑寶貝跑 (2013)
- 莎莎婦女銀袋賽 - (1) - 安賞 (2013)

## 成就
- 悉尼及新南威爾斯省冠軍見習騎師 - (1) - (2006/2007年度馬季)

## 在港策騎成績
| 年度        | 冠  | 亞  | 季  | 殿  | 第五 | 出賽次數 | 所贏獎金（港元） | 備註     |
| ----------- | --- | --- | --- | --- | ---- | -------- | ---------------- | -------- |
| 2010 - 2011 | 18  | 21  | 21  | 17  | 25   | 292      | $ 14,286,200     | 策騎首季 |
| 2011 - 2012 | 37  | 39  | 24  | 35  | 34   | 391      | $ 29,154,000     | 第2季    |
| 2012 - 2013 | 33  | 52  | 37  | 37  | 37   | 437      | $ 33,329,750     | 第3季    |
| 2013 - 2014 | 49  | 43  | 50  | 42  | 40   | 398      | $ 45,663,312     | 第4季    |
| 2014 - 2015 | 0   | 0   | 1   | 0   | 1    | 6        | $ 31,455,000     | 第5季    |
| 2015 - 2016 | 2   | 0   | 1   | 0   | 0    | 10       | $ 23,700,000     | 第6季    |
| 2018 - 2019 | 1   | 1   | 1   | 0   | 0    | 6        | $ 8,145,000      | 第7季    |
| 總計        | 140 | 156 | 135 | 131 | 137  | 1,540    | $ 185,733,262    |          |

## 在港策騎資料
|                      | 日期           | 賽事                              | 場地 | 馬場       | 馬名     | 騎師   | 名次 | 獨贏賠率 |
| -------------------- | -------------- | --------------------------------- | ---- | ---------- | -------- | ------ | ---- | -------- |
| 初出賽               | 2010年10月6日  | 第四班 - 1800米                   | 草地 | 跑馬地馬場 | 世界大同 | 胡森   | 12   | 99       |
| 首勝利               | 2010年10月10日 | 第四班 - 1200米                   | 泥地 | 沙田馬場   | 全德勝   | 告達理 | 1    | 27       |
| 級際賽初出賽         | 2010年10月24日 | 三級賽 - 1200米（沙田錦標）       | 草地 | 沙田馬場   | 好日子   | 蔡約翰 | 11   | 99       |
| 級際賽首勝利         | 2013年4月1日   | 三級賽 - 1000米（洋紫荊短途錦標） | 草地 | 沙田馬場   | 跑寶貝跑 | 葉楚航 | 1    | 7.3      |
| 一級賽初出賽         | 2010年12月12日 | 一級賽 - 1200米（香港短途錦標）   | 草地 | 沙田馬場   | 時尚風采 | 告達理 | 11   | 99       |
| 一級賽初勝利         | 不適用         |                                   |      |            |          |        |      |          |
| 四歲系列經典賽初出賽 | 2012年1月25日  | 一級賽 - 1600米（香港經典一哩賽） | 草地 | 沙田馬場   | 香港神駒 | 告達理 | 10   | 34       |
| 四歲系列經典賽首勝利 | 不適用         |                                   |      |            |          |        |      |          |

## 外部連結
- 騎師資料 安國倫（页面存档备份，存于）